# Kirchendemenreuth
Kirchendemenreuth là một đô thị ở huyện Neustadt (Waldnaab) bang Bayern thuộc nước Đức.